# Potere autorizzatorio
Nel diritto il potere autorizzatorio è il potere attribuito alla pubblica amministrazione di rimuovere con un provvedimento (detto appunto provvedimento autorizzatorio o autorizzazione) i limiti posti dall'ordinamento all'esercizio di una preesistente situazione giuridica soggettiva di vantaggio, previa verifica della compatibilità di tale esercizio con l'interesse pubblico.
La situazione soggettiva preesistente può essere un diritto soggettivo, una potestà o un diritto potestativo. L'esercizio del potere autorizzatorio comporta una modificazione di tale situazione, consentendone l'esercizio in una direzione prima preclusa, ma non fa sorgere nuovi diritti, il che lo distingue dal potere concessorio. Si può anche dire che il provvedimento autorizzativo conferisce al destinatario la legittimazione ad esercitare una o più situazioni soggettive ricomprese nella più complessa situazione di cui era già titolare.
Certe volte il provvedimento autorizzatorio, oltre a rimuovere i limiti all'esercizio di una situazione soggettiva, impone degli obblighi al soggetto autorizzato, volti ad assicurare che la sua attività si conformi all'interesse pubblico: si parla, in questo caso, di autorizzazione modale. Altre volte, l'esercizio del potere autorizzatorio instaura un rapporto giuridico tra pubblica amministrazione e soggetto autorizzato, in virtù del quale la prima esercita sul secondo poteri di controllo, volti ad assicurare che l'attività autorizzata si svolga nel rispetto della disciplina posta dall'ordinamento (oltre che, eventualmente, dallo stesso provvedimento autorizzatorio): si parla, in questo caso, di autorizzazione ad effetti integrati (e di attività in regime di autorizzazione).
Il comportamento autorizzato può anche consistere in un atto giuridico, di diritto privato o pubblico; in questo caso, attraverso l'autorizzazione si esercita il controllo preventivo antecedente sull'atto stesso.
Grazie al potere autorizzatorio la pubblica amministrazione esprime il suo consenso preventivo all'attività che il richiedente intende svolgere, impedendola laddove, a seguito di una valutazione discrezionale, appaia dannosa o pericolosa per l'interesse pubblico. Nel caso di autorizzazione modale o ad effetti integrati, a questo scopo di prevenzione si aggiunge la possibilità per l'amministrazione di conformare l'attività autorizzata in vista del conseguimento dell'interesse pubblico, sicché il potere autorizzatorio può essere analizzato anche nell'ottica della regolazione. 